# Зал славы Американского филателистического общества
Зал славы Американского филателистического общества (англ. American Philatelic Society Hall of Fame) — филателистическая награда, установленная в 1940 году Американским филателистическим обществом предназначенная для чествования умерших филателистов, которые внесли значительный вклад в области национальной и (или) международной филателии.

## История
Награда «Зал славы Американского филателистического общества» была учреждена на съезде Американского филателистического общества в 1940 году. Эта награда предназначена для того, чтобы почтить память тех умерших филателистов, которые внесли значительный вклад в течение своей жизни в области филателии.
Эту награду не следует путать с вручаемой Американским филателистическим обществом наградой имени Лаффа, которой удостаиваются выдающиеся филателисты, живущие на момент вручения этой награды.

## Требования
Требования к кандидатам на включение в Зал славы Американского филателистического общества:
- только умершие коллекционеры могут быть рассмотрены для номинации;
- выдвинутые кандидатуры должны были внести «выдающийся вклад в развитие национальной или международной филателии».

## Лауреаты Зала славы
Филателисты, удостоенные чести быть включёнными в Зал славы Американского филателистического общества, перечислены ниже. Обратите внимание, что в некоторые годы не было выбранных кандидатур.
| - 1941 - Лафф, Джон Николас (John Nicholas Luff) - Хилл, Роуленд (Rowland Hill) - Барри, Ральф Эндрюс (Ralph Andrews Barry) - Кинг, Беверли Седжвик (Beverly Sedgwick King) - Скотт, Джон Уолтер (John Walter Scott) - Таплинг, Томас (Thomas Keay Tapling) - Тиффани, Джон Керр (John Kerr Tiffany) - Линдси, Джеймс (James Ludovic Lindsay) - Уолзиффер, Филипп Матиас (Philip Mathias Wolsieffer) - Северн, Чарльз Истерли (Charles Esterly Severn) - Мелвилл, Фредерик Джон (Frederick John Melville) - Пак, Чарльз Латроп (Charles Lathrop Pack) - Филлипс, Чарльз Джеймс (Charles James Phillips) - Напп, Эдвард Спринг (Edward Spring Knapp) - Саутгейт, Хью Маклеллан (Hugh McLellan Southgate) - 1942 - Барнум, У. Хамильтон (W. Hamilton Barnum) - Конрат, Уолтер (Walter J. Conrath) - Северн, Ивлин Мэри Уэлдон (Eveleen Mary Weldon Severn) - 1944 - Клейн, Юджин (Eugene Klein) - 1945 - Ричардс, Чарльз Фостер (Charles Foster Richards) - Рузвельт, Франклин Делано (en:Franklin Delano Roosevelt) - Уайли, Уиллард Отис Willard Otis Wylie - 1946 - (Percy Gray Doane) - (Julius (John) Murray Bartels) - 1947 - Стоун, Уильям Карлос (William Carlos Stone) - 1948 - Лихтенштейн, Альфред (Alfred F. Lichtenstein) - 1949 - Мейсон, Эдвард Хейвен (Edward Haven Mason) - Старр, Джеймс (Major James Starr) - 1950 - Ньюбери, Сол (Saul Newbury) - Харрис, Фредерик (Rear Admiral Frederic R. Harris) - Скотт, Уолтер Стоун (Walter Stone Scott) - 1951 - Санабриа, Николас (Nicolas Sanabria) - Сеймур, Джеймс Бенджамин (James Benjamin Seymour) - Тауэр, Уильям Хогарт (Rev. William Hogarth Tower) - 1952 - Мартин, Дональд (Donald W. Martin) - Маккой, Уолтер (Walter R. McCoy) - 1953 - Хёрт, Эрик (Erik F. Hurt) - Колдуэлл, Дэвид (Judge David D. Caldwell) - 1954 - Кларк, Тереза Мария (Theresa Maria Clark) - Гудвин, Джеймс (Dr. James C. Goodwin) - Даль, Эл Ван (Al Van Dahl) - 1955 - Барр, Джеремия Хесс (Jeremiah Hess Barr) - Берольцхаймер, Дэниэл Деронда (Dr. Daniel Deronda Berolzheimer) - 1956 - Блейзер, Кларенс Уилсон (Dr. Clarence Wilson Brazer) - Дэвис, Холланд Арчер (Dr. Holland Archer Davis) - Хеннан, Кларенс Уильям (Dr. Clarence William Hennan) - 1957 - Кларк, Хью Масси (Hugh Massey Clark) - Джол, Макс (Col. Max G. Johl) - Стоуэлл, Джон (John W. Stowell, Sr.) - 1958 - Барретт, Сидни (Sidney F. Barrett) - Стейнвей, Теодор (Theodore E. Steinway) - 1959 - Эшбрук, Стенли Брайан (Stanley Bryan Ashbrook) - Рич, Стивен Готтхейл(Stephen Gottheil Rich) - 1960 - Чейз, Кэрролл (Dr. Carroll Chase) - Стиг, Адольф (Adolph Steeg) - 1961 - Флауэр, Роллин (Rollin E. Flower) - Фортганг, Моррис (Morris Fortgang) - Конвайзер, Харри Майрон (Harry Myron Konwiser) - 1962 - Макбрайд, Ф. Ван Дик (F. Van Dyk MacBride) - Слоун, Джордж Бенедикт (George Benedict Sloane) - 1963 - Баркхаузен, Луи Анри (Louis Henry Barkhausen) - Барр, Хью (Hugh C. Barr) - Дитс, Хайрам Эдмунд (Hiram Edmund Deats) - 1964 - Чалонер, Генри (Henry Chaloner) - Дитц, Огюст (August A. Dietz, Sr.) - Эллиот, Говард (Howard H. Elliott) - 1966 - Пеландер, Карл Эйнар (Carl Einar Pelander) - Уорд, Филипп Генри (Philip Henry Ward Jr.) |  | - 1967 - Хикс, Уильям Вудбери (William Woodbury Hicks) - Линн, Джордж Уорд (George Ward Linn) - Вейсс, Гарри (Harry Weiss) - 1968 - Дейл, Луис Бойд (Louise Boyd Dale) - Домански, Винсент (Vincent Domanski Jr.) - Спеллман, Френсис Кардинал (Francis Cardinal Spellman) - 1969 - Гамильтон, Чарльз (Col. Charles S. Hamilton) - Мейер, Генри Альберт (Henry Albert Meyer) - Солсбери, Грегори (Dr. Gregory B. Salisbury) - 1971 - Кабин, Ричард Макферрен (Richard McPherren Cabeen) - Гэтчелл, Ллойд (Lloyd B. Gatchell) - Либарджер, Дональд Фишер (Judge Donald Fisher Lybarger) - 1972 - Брукман, Лестер Джордж (Lester George Brookman) - Бэкон, Эдвард Денни (Sir Edward Denny Bacon, K.C.V.O.) - Мекилл, Чарльз Хэвиленд (Charles Haviland Mekeel) - 1973 - Фолстич, Эдит Маргарет (Edith Margaret Faulstich) - Келлер, Питер (Peter G. Keller) - Перри, Эллиотт (Elliott Perry) - 1974 - Боггс, Уинтроп Смилли (Winthrop Smillie Boggs) - Гласс, Соломон (Solomon Glass) - Мюллер, Эдвин (Edwin Müller (Mueller)) - 1975 - Гудкайнд, Генри (Henry M. Goodkind) - Норона, Делф (Delf Norona) - 1976 - Рисуэньо, Мануэль (Dr. Manuel Ma. Risueño) - Уилсон, Джон Митчел Харви (Sir John Mitchell Harvey Wilson, Bart., K.C.V.O.) - 1977 - Каспари, Альфред (Alfred H. Caspary) - Чеми, Джеймс Менсинджер (James Mensinger Chemi) - 1978 - Диена, Альберто (Alberto Diena) - Хейман, Ирвин (Irwin M. Heiman) - Моргентау, Джулиус Сесар (Julius Caesar Morgenthau) - 1979 - Харрис, Генри Эллис (Henry Ellis Harris) - Линдквист, Гарри (Harry L. Lindquist) - Рагатц, Лауэлл Джозеф (Dr. Lowell Joseph Ragatz) - 1980 - Пёрвз, Джеймс Ричард Уильям (James Richard William Purves) - Тёрнер, Джордж Таунсенд (George Townsend Turner) - Вуйс, Дэниэл (Daniel W. Vooys) - 1981 - Джерриш, Уильям Эварт (William Ewart Gerrish) - Матейка, Джеймс (Dr. James J. Matejka Jr.) - Маккой, Этель Бергстрессер (Ethel Bergstresser (Stewart) McCoy) - 1982 - Волпи, Чарльз П. де (Charles P. de Volpi) - Дюбю, Леон (Léon Dubus) - Йорт, Свенд (Svend Yort) - 1983 - Колсон, Уоррен Говард (Warren Howard Colson) - Дадхан, Мохамед (Dr. Mohamed Dadkhah) - Лидман, Дэвид Луис (David Louis Lidman) - 1984 - Харджест, Джордж (George E. Hargest) - Мицуи, Такахару (Baron Takaharu Mitsui) - Уэзерли, Эндрю Эрл (Andrew Earl Weatherly) - 1985 - Косталес, Юджин (Eugene N. Costales) - Нейнкен, Мортимер (Mortimer L. Neinken) - Шацке, Жозеф (Dr. Joseph Schatzkés) - 1986 - Александер, Роберт (Robert P. Alexander) - Бертело, Люсьен (Lucien Berthelot) - Томпсон, Ричард (Richard H. Thompson) - 1987 - Ишида, Сойчи (Dr. Soichi Ichida) - Хавербек, Харрисон Дональд Симан (Harrison Donald Seaman Haverbeck) - Кер, Эрнест Энтони (Ernest Anthony Kehr) - 1988 - Бил, Джеймс (James H. Beal) - Блох, Герберт (Herbert J. Bloch) - Риккеттс, Уильям Рейнольдс (William Reynolds Ricketts) - 1989 - Грин, Венсент Грейвз (Vincent Graves Greene) - Пассос, Сирил Франклин дос (Dr. Cyril Franklin dos Passos) - Миллер, Уильям Герберт (William Herbert Miller, Jr.) - Торп, Прескотт Холден (Prescott Holden Thorp) - 1990 - Брандеберри, Роберт (Robert B. Brandeberry) - Денисон, Эллери (Ellery Denison) - Маннинг, Кэтрин Леммон (Catherine Lemmon Manning) - Страйкер, С. Келлогг (S. Kellogg Stryker) |  | - 1991 - Эрле, Эверетт (Everett C. Erle) - Тоули, Чарльз (Charles L. Towle) - Уорм-Гриффитс, Линн (Lynne S. Warm-Griffiths) - 1992 - Ганз, П. Феликс (Dr. P. Felix Ganz) - Киссинджер, Клиффорд Вашингтон (Clifford Washington Kissinger) - Рапкин, Леон Винсент (Leon Vincent Rapkin) - Вейлл, Роджер (Roger G. Weill) - 1993 - Коул, Эзра Данольдс (Ezra Danolds Cole) - Макдональд, Сьюзен Маршалл (Susan Marshall McDonald) - Пул, Бертрам Уильям Генри (Bertram William Henry Poole) - 1994 - Харт, Крейтон (Creighton C. Hart) - Хауэс, Клифтон Армстронг (Clifton Armstrong Howes) - Капилофф, Леонард (Dr. Leonard Kapiloff) - Зигель, Роберт (Robert A. Siegel) - 1995 - Ливи, Джозеф Бриттон (Joseph Britton Leavy) - Мартин, Джордж Мэйби (George Maybee Martin) - Старнес, Чарльз (Charles J. Starnes) - 1996 - Бакстер, Джеймс (James H. Baxter) - Кратсенберг, Чарльз (Charles C. Cratsenberg) - Торрей, Гордон (Dr. Gordon H. Torrey) - 1997 - Клари, Джозеф (Joseph M. Clary) - Дроссос, Панделис (Pandelis J. Drossos) - Минкус, Жак (Jacques Minkus) - Стерлинг, Эдвард Бокер (Edward Boker Sterling) - 1998 - Огюст, Лео (Leo August) - Кристиан, Келвин Уотерс (Calvin Waters Christian) - Лоу, Робсон - 1999 - Бланей, Дороти (Dorothy B. Blaney) - Костер, Чарльз Генри (Charles Henry Coster) - Дэвидсон, Роберт Лоренсон Дашиэлл (Dr. Robert Laurenson Dashiell Davidson) - Фоксворт, Джон (John E. Foxworth, Jr.) - 2000 - Акерман, Эрнест (Hon. Ernest R. Ackerman) - Херст, Херман (Herman «Pat» Herst Jr.) - Уильямс, Леон Норман (Leon Norman Williams) - 2001 - Диена, Энцо (Dr. Enzo Diena) - (C. Belmont Faries) - Легран, Жак Амабль (Dr. Jacques Amable Legrand) - Тинсли, Уолтон Юджин (Walton Eugene Tinsley) - 2002 - Энгстром, Виктор (Victor E. Engstrom) - Пембертон, Эдвард Лойнс (Edward Loines Pemberton) - Силвер, Филипп (Philip Silver) - 2003 - Лагерлёф, Бенджамин Ханс (Benjamin Hans Lagerloef) - Рапкин, Франческа (Franceska Rapkin) - Стоун, Роберт Гренвилл (Robert Granville Stone) - Тайлер, Варро Юджин (Varro Eugene Tyler) - 2004 - Бокер, Джон Роберт (John Robert Boker Jr.) - Харрисон, Хорас Уайт (Horace White Harrison) - Кимбл, Ральф Арчибальд (Colonel Ralph Archibald Kimble) - Уэйлл, Реймонд Генри (Raymond Henry Weill) - 2005 - Мунк, Герберт (Dr. Herbert Munk) - Брунс, Франклин Ричард (Franklin Richard Bruns Jr.) - Стоун, Лаусон Х. (Lauson H. Stone) - Странделл, Нильс Вильгельм (Nils Vilhelm Strandell) - 2006 - Бретт, Джордж Уэнделл (George Wendell Brett) - Кон, Эрнст Макс (Ernst Max Cohn) - Диена, Эмилио (Emilio Diena) - Хан, Калвет Менгер (Calvet Menger Hahn) - 2007 - Дженсон, Пол Хилмар (Paul Hilmar Jenson) - Дженнингз, Клайд (Clyde Jennings) - Оуэнс, Мэри Энн Аспинуолл (Mary Ann Aspinwall Owens) - 2008 - Браун, Уильям Пенн (William Penn Brown) - Хьюм, У. Уилсон (W. Wilson Hulme II) - Джойс, Мортон Дин (Morton Dean Joyce) - 2009 - Петерсон, Чарльз Джон (Charles John Peterson) - Скиннер, Хьюберт Клейтон (Hubert Clayton Skinner) - 2010 - Бауэр, Уильям (William H. Bauer) - Шиммер, Карл Хайнц (Dr. Karl Heinz Schimmer) - Уэлш, Уильям Ли (William Lee Welch Jr.) |